# It’s Not What You Say… It’s How You Say It
It's Not What You Say... It's How You Say It — шестой студийный альбом американского рэпера из Области залива Сан-Франциско Mac Dre, выпущенный 20 ноября 2001 года.
Критик Allmusic Брэдли Торреано охарактеризовал этот альбом следующими словами: "It's Not What You Say...It's How You Say от Mac Dre — ещё одна коллекция хардкор-рэпа среди андеграунда. Среди исполнителей в гостевом участии присутствуют Richie Rich, Keak da Sneak и многие другие. Поклонникам его предыдущих работ это, вероятно, понравится, а новые слушатели смогут хотя бы глянуть на андеграундную сцену Западного побережья."

## Список композиций
1. "The Wolf Intro" (при участии Dubee)[1]
2. "Have You Eva" (при участии Dee и Little Bruce)[1]
3. "Bleezies-n-Heem"[1]
4. "Sex, Drugs, Rap?" (при участии Freak-O, Moe Jack и Nutt Briddle)[1]
5. "Livin' It"[1]
6. "So Hard"[1]
7. "Iz Real" (при участии Messy Marv)[1]
8. "Mac Dammit & Friends" (при участии B.A., Keak da Sneak и PSD)[1]
9. "Always Inta Somethin'" (при участии Da'Unda'Dogg, J-Diggs и Sleep Dank)[1]
10. "Chevs and Fords" (при участии Little Bruce)[1]
11. "Take Yo' Panties Off" (при участии Vital) Produced by Lev Berlak[1]
12. "Mac Dre'vious"[1]
13. "Hold Off" (при участии Richie Rich)[1]
14. "Bonus Track" (при участии Shouman и Suga Free)[1]